# Émile Mathias
Pour les articles homonymes, voir Mathias.
Émile Mathias, né le 15 août 1861 à Paris et mort le 7 mars 1942 à Clermont-Ferrand, est un physicien français.

## Biographie
Élève de l’Institution Hortus à Paris de 1871 à 1876, Mathias a fait ses études au lycée Saint-Louis de 1876 à 1882. Étudiant en Sorbonne de 1882 à 1885, il est licencié ès sciences mathématiques en 1883 et ès sciences physiques en 1884.
Après ses études de licence et d’agrégation, il a passé l’agrégation de sciences physiques et naturelles en 1885. À partir de novembre 1885, il a travaillé comme préparateur à l’École Normale avec Louis Paul Cailletet, qui continuait ses recherches sur les gaz liquéfiés, qui sont à l'origine de l'industrie moderne du froid, de la cryogénie et des hautes pressions. Mathias collabora avec lui à la création de méthodes pour l’étude des densités des gaz liquéfiés et de leurs vapeurs saturées. Les mesures conduisirent, dès 1886, à la découverte de la loi dite du diamètre rectiligne si l’on construit deux courbes représentant, en fonction de la température, les densités du liquide et de la vapeur saturée, on constate qu’elles forment deux branches d’une même courbe, se raccordant au point critique, où la tangente est parallèle à l’axe des densités ; les milieux des cordes rectilignes de la courbe parallèles à cet axe forment une ligne droite. Les mesures, sans être poursuivies jusqu’au point critique, permettent de construire la courbe et le diamètre rectiligne, dont l’intersection donne avec précision la densité critique. Mathias montra plus tard que pour certains corps le diamètre n’est qu’approximativement rectiligne.
Il devient ensuite préparateur de physique au Laboratoire d’Enseignement de la Physique, dirigé par Edmond Bouty à la Sorbonne. Ayant débuté dans la recherche scientifique par des travaux sur les gaz liquéfiés, il continua de s’intéresser à leur étude pendant toute sa vie, mais s’adonna néanmoins bientôt à des recherches d’un genre très différent. Il entreprit, au laboratoire de la Sorbonne, sur la chaleur de vaporisation des gaz liquéfiés, un travail, qui fut sa thèse de doctorat ès sciences physiques, en employant une méthode calorimétrique à température constante, permettant de faire les mesures dans des conditions bien définies, et avec précision.
Tout en enseignant au Lycée Thiers de 1889 à 1891, il finit sa thèse en 1890, à la suite de quoi il fut nommé maitre de conférences à la faculté des Sciences de Toulouse, en 1891, puis chargé d’un cours complémentaire l’année suivante, chargé de la direction des services météorologique et magnétique à l’Observatoire de Toulouse en 1893, et enfin professeur de physique, en 1895, avec sa titularisation. Il y continua ses travaux sur la calorimétrie des gaz liquéfiés, mesurant leur chaleur spécifique et leur chaleur de vaporisation. Puis il étudia l’application des lois des états correspondants aux conditions voisines de l’état critique. Il a montré que ces lois ne s’appliquent pas avec précision de manière générale, et que les vérifications sont beaucoup plus satisfaisantes si les comparaisons portent sur des groupes de corps convenablement formés.

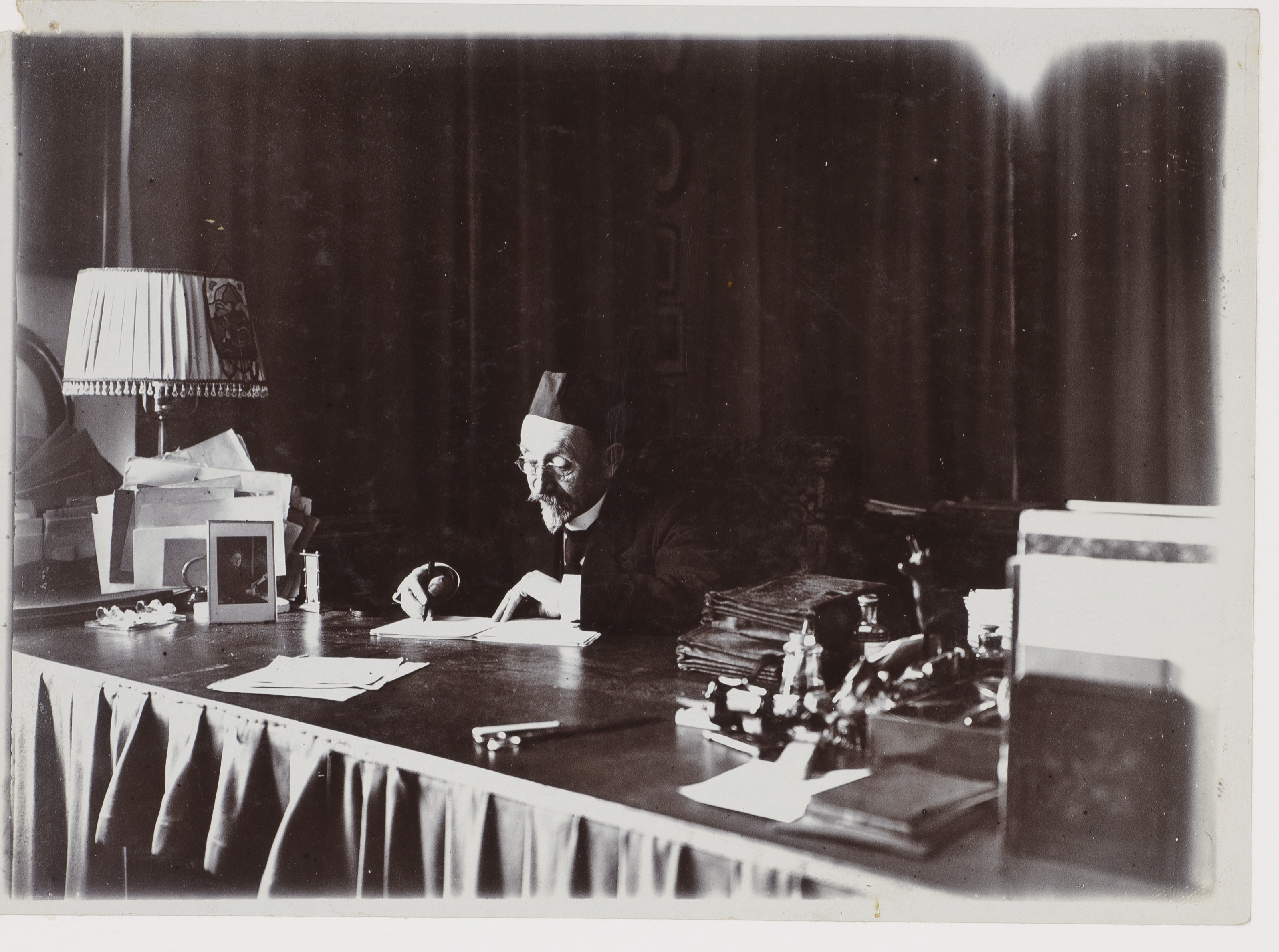
Mathias à Leyde

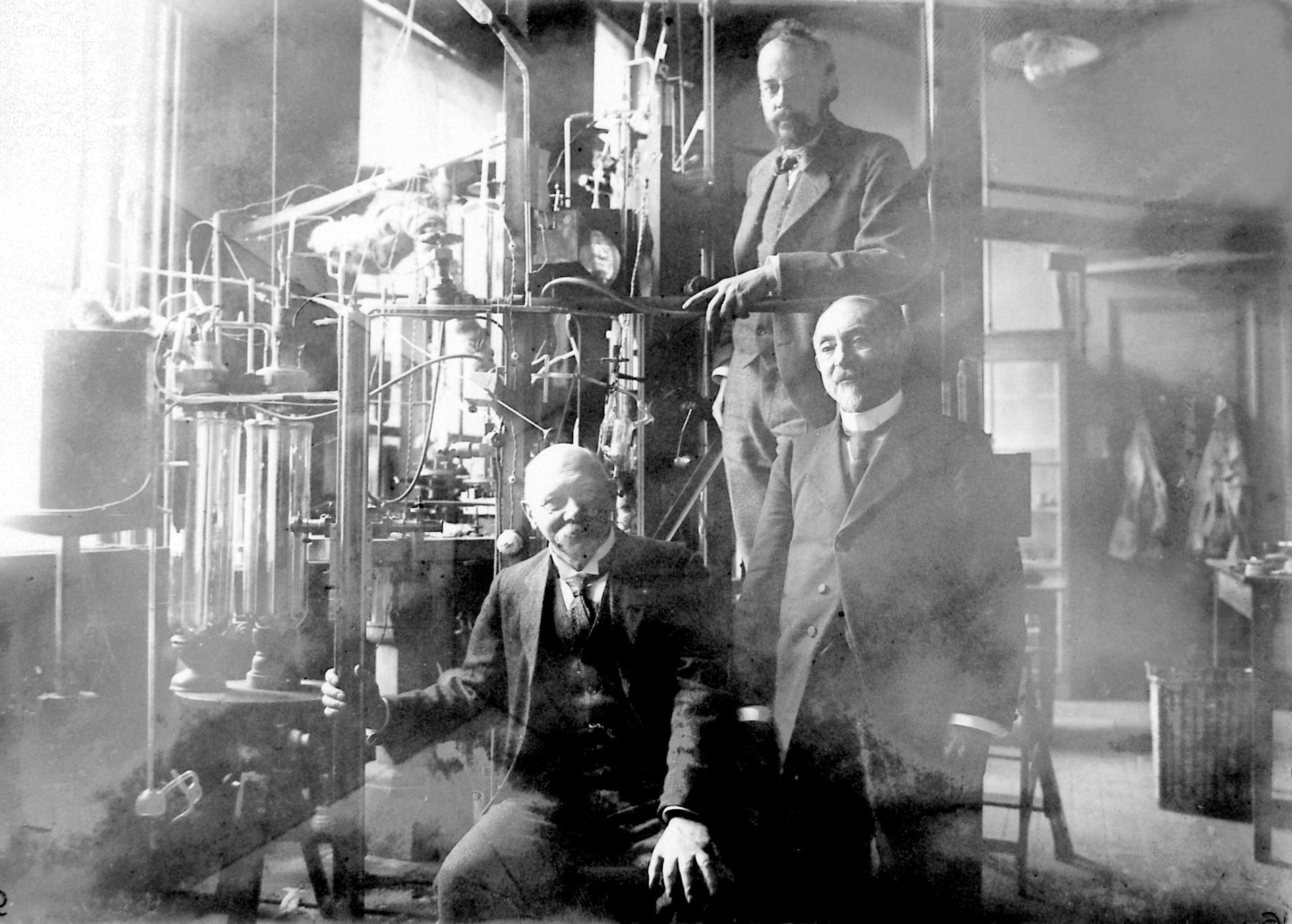
Kamerlingh Onnes, Crommelin et Mathias

En 1909, à la suite de conversations avec Kamerlingh Onnes au premier Congrès international du froid, il commença une longue collaboration avec les physiciens du Laboratoire cryogène de Leyde pour l’étude des densités et du diamètre des corps à température critique basse étude de l’oxygène (1909), de l’argon (1912), de l’azote (1914), de l’hydrogène (1920), du néon (1921), de l’hélium (1924), de l’éthylène (1927), de l’oxyde de carbone (1982), du krypton (1937). Pour la plupart de ces corps, les diamètres ne sont pas parfaitement rectilignes, mais la méthode s’applique cependant avec une précision satisfaisante à la détermination de la densité critique.
Dès 1893, il avait été chargé de la direction du Service magnétique à l’Observatoire de Toulouse, dont Benjamin Baillaud était alors directeur. Il organisa ce Service, et, en dehors des mesures magnétiques à la station centrale, fit lui-même des mesures dans la région en 176 stations. Il étudia alors la représentation des résultats par des cartes relatives aux divers éléments magnétiques et par des formules simples donnant, en fonction de la latitude et de la longitude, ce qu’on peut considérer comme la distribution régulière du champ magnétique terrestre dans une petite région ; il étendit ce mode de représentation à l’ensemble du réseau magnétique français établi par Théodule Moureaux. Les différences entre les valeurs réelles des éléments magnétiques et les valeurs calculées à l’aide des formules définissent des anomalies magnétiques, attribuables en partie aux propriétés magnétiques des roches du sous-sol, et sur l’observation desquelles est fondée la méthode magnétique d’étude du sous-sol, qui est maintenant si largement appliquée.
Mathias s’intéressa également, à cette époque, à la météorologie, et, lors de la mort prématurée de Bernard Brunhes en 1910, il lui succéda comme directeur de l’Observatoire du Puy de Dôme et comme professeur à la faculté des Sciences de Clermont-Ferrand. Dès lors son activité se porta surtout sur la Physique du Globe. La gestion scientifique et matérielle d’un observatoire comme celui du Puy-de-Dôme est une lourde tâche. Mathias y ajouta celle de la création dans la plaine, près de Clermont, d’un observatoire qui pût conjuguer ses travaux avec ceux de l’observatoire du sommet ; la Première Guerre mondiale survint quand la construction des bâtiments s’achevait, et il lui fallut de longs efforts pour terminer dans la suite les installations.
C’est sur proposition de Mathias que fut l’établissement d’un nouveau réseau magnétique de la France, en 1922, entrepris sous les auspices du Comité français de Géodésie et Géophysique. Dans ce grand travail, fondé sur des mesures faites en 1328 stations, qui fut terminé en 1926, les études qu’il avait faites à Toulouse furent précieuses pour orienter les travaux et tirer le meilleur parti des résultats.
Il attachait une grande importance à l’étude de l’électricité atmosphérique, institua des mesures de la conductibilité et-du champ électrique au sommet du Puy de Dôme, et dirigea la publication d’un Traité d’électricité atmosphérique et tellurique. Mais ce sont surtout la foudre et l’éclair qui furent l’objet de ses travaux ; il leur consacra de nombreux mémoires, particulièrement sur les diverses formes de l’éclair et sur la matière fulminante qu’il fait intervenir dans l’interprétation de certains phénomènes.
L’étude de la pluie ayant beaucoup son attention, il y consacra, en 1919, un long Mémoire fournissant un exposé critique des méthodes de mesure, des statistiques étendues à toute la France, l’étude de la variation avec l’altitude et des phénomènes qui se produisent dans l’atmosphère sur le passage de la pluie. Il est revenu à plusieurs reprises sur ce sujet et y consacrait encore un Mémoire en 1939.
Doyen de la faculté des Sciences de Clermont-Ferrand de 1912 à 1919, il organisa, pendant la Première Guerre mondiale, à l’observatoire de la plaine, qui venait d’être bâti, un hôpital auquel sa femme et lui-même, qui avaient perdu leur fils ainé à la guerre, consacrèrent leur dévouement. Ayant atteint la limite d’âge en 1931, il fut mis à la retraite, le 1er octobre de cette année, mais, se fixant au voisinage de l’observatoire qu’il avait créé, il continua dans la retraite, jusqu’à ses derniers jours, le labeur désintéressé et passionné qui a été la règle de toute sa vie. « C’était un homme de grand cœur et de fine culture, se donnant tout entier à ses travaux. »
Mathias était membre de la Société française de physique, de la Société de géographie de Toulouse, de l’Association française pour l’avancement des Sciences, correspondant de la Société royale des sciences de Liège ; membre de l’Académie de Toulouse (1896), secrétaire adjoint (1902), secrétaire perpétuel (22 avril 1909), secrétaire perpétuel honoraire (24 novembre 1910) ; élu correspondant de l’Académie des Sciences pour la section de physique générale, le 16 juin 1919

## Publications

### Ouvrages
- Sur la chaleur de vaporisation des gaz liquéfiés, thèse, Faculté des Sciences de Paris, Gauthier-Villars et Fils, Paris, 1890.
- Le Point critique des corps purs, Paris, C. Naud, 1904.
- Recherches sur le magnétisme terrestre, Toulouse, E. Privat, 1907.
- Notice sur les travaux scientifiques, Toulouse, E. Privat, 1926.
- La Matière fulminante, librairie de l’enseignement technique, Paris, 1928.
- Nouveau réseau magnétique de la France an 1er janvier 1924, Paris, Presses Universitaires de France, 1929-1931.
- L’Éclair, Paris, 1932.
- Nouvelles recherches sur la matière fulminante, Clermont-Ferrand, 1933, 76 p. in-8°.
- La Foudre et sa forme globulaire, Paris, Ministère de l’Air, 1935.
- Remarques sur la pression électrostatique des foudres sphériques, Paris, Librairie de l’Enseignement Technique, 1935.

### Articles
- « Sur une nouvelle méthode de mesure de la chaleur de vaporisation de gaz liquéfiés », Compt. Rend. Acad. Sci., 106, 1146-1149, 1888.
- « Nouvelle formule pour représenter la variation avec la dilution de la chaleur spécifique des dissolutions salines aqueuses ou non », Soc. Phys. Séances, 354-356, 1888.
- « Sur les chaleurs de spécifiques des dissolutions », Compt. Rend. Acad. Sci., 107, 524-527, 1888.
- « Sur les chaleurs de spécifiques des dissolutions », J. Phys., 8, 204-222, 619, 1889.
- « Sur la chaleur de vaporisation de l’acide carbonique au voisinage du point critique », Compt. Rend. Acad. Sci., 109, 122-134, 1889.
- « Sur la chaleur de vaporisation des gas liquéfiés », Compt. Rend. Acad. Sci., 109, 122-134 (1890).
- « Sur la chaleur de vaporisation des gas liquéfiés », Ann. Chim., 21, 69-144,1890.
- « Remarques sur le théorème des états correspondants », Compt. Rend. Acad. Sci., 112, 85-87, 404, 1891.
- « Remarques sur le théorème des états correspondants », Ann. Fac. Sci. Toulouse, 2, F, 24 pages, 1891.
- « Sur la détermination précise de la densité critique », Compt. Rend. Acad. Sci., 115, 35-38, 1892.
- « Sur la densité critique et le théorème des états correspondants », Ann. Fac. Sci. Toulouse, 6, M, 34 pages, 1892.
- « Sur le diamètre des densités relatif aux pressions correspondantes », J. Phys., 2, 224-225, 1893.
- « Remarques sur les pressions critiques dans les séries homologues de la chimie organique », Compt. Rend. Acad. Sci., 117, 1081-1085, 1893.
- « Sur la chaleur spécifique de l’acide sulfureux liquide », Compt. Rend. Acad. Sci., 119, 404-407, 1894.
- « Détermination expérimentale directe de la chaleur spécifique de vapeur saturée et de la chaleur de vaporisation interne », Compt. Rend. Acad. Sci., 119, 849-52, 1894.
- « Sur l’étude calorimétrique complète des liquides saturés », Ann. Fac. Sci. Toulouse, 10, E, 52 pages, 1896.
- « Sur les propriétés thermiques des fluides saturés », Compt. Rend. Acad. Sci., 126, 1095-1097, 1898 ; Ann. Fac. Sci. Toulouse, 12, E, 52 p., 1896.
- « Étude sur le magnétisme terrestre dans la région de Toulouse », Compt. Rend. Assoc. Franc. (Pt. 2), 301-11, 1897.
- « La constante a des diamètres rectilignes et les lois des densités des états correspondants », J. Phys., 8, 407-13, 1899.
- « Sur le calcul de la constante à des diamètres rectilignes », Compt. Rend. Acad. Sci., 128, 1389-91, 1899.
- « La Loi du diamètre rectiligne et les lois des états correspondants », Mém. Soc. Sci. Liège, 2 (no 1), 28 pages, 1900.
- « La Foudre et ses différentes formes », Bull. Soc. Astronomique Fr., 44, 416-23, 1922.
- « Rapport sur l’état actuel de l’électricité atmosphérique », Ann Phys., 18, 83-170, 1922.
- « Contribution à l’étude de la matière fulminante : I. Les hétérogénéités thermiques », Compt. Rend. Acad. Sci., 181, 1038-40, 1925.
- « Contribution à l’étude de la matière fulminante : la couleur. Hétérogénéités chimiques », Compt. Rend. Acad. Sci., 181, 1111-4, 1925.
- « Contribution à l’étude de la matière fulminante : l’énergie par centimètre cube et par gramme au moment de l’explosion », Compt. Rend. Acad. Sci., 182, 194-7, 1926.
- « Variation de la tension superficielle de la matière fulminante en fonction de la température et du poids moléculaire », Compt. Rend. Acad. Sci., 194, 413-6, 1932.

## Sources
- Charles Maurain, « Notice nécrologique sur Émile Mathias : séance du lundi 23 mars 1942 », Comptes rendus de l’Académie des Sciences, Paris, Gauthier-Villars, vol. 214,‎ juin 1942, p. 585-7 (lire en ligne, consulté le 29 mai 2018).